# Víctor Gijón
Víctor Gijón Peñas (Valladolid, 29 de marzo de 1951) es un periodista, escritor, empresario de la comunicación y político socialista español que ha desarrollado en Cantabria la mayor parte de su actividad en todas esas facetas. Entre diciembre de 1990 y junio de 1991 formó parte del Gobierno de Cantabria como consejero portavoz.

## Libros publicados

### Tema político
- La trastienda política (1983).
- El laberinto cántabro (1991), junto a Isidro Cicero.

### Otros temas
- Muerte en Liermo (1982).

| Predecesor: Ninguno | Consejero sin responsabilidad ejecutiva del Gobierno de Cantabria 1990-1991 | Sucesor: Ninguno |
| Predecesor: -       | Portavoz del Gobierno de Cantabria 1990-1991                                | Sucesor: -       |